# Amuwo-Odofin
Amuwo-Odofin è una delle venti aree a governo locale (local government areas) in cui è suddiviso lo stato di Lagos, nella Repubblica Federale della Nigeria. Conta una popolazione di 318 166 abitanti.